# Dioxygényle
Le cation dioxygényle O2+ est un oxycation assez rare dans lequel chaque atome d'oxygène est à l'état d'oxydation +½. Il dérive formellement de l'oxygène moléculaire dont on a retiré un électron :
O2 → O2+ + e−
L'énergie d'ionisation correspondante est particulièrement élevée, voisine de 1 165 kJ/mol.
L'ion dioxygényle a une liaison d'ordre 2,5 et de longueur 112,3 pm mesurée dans l'hexafluoroarsénate de dioxygényle O2[AsF6]. Il a le même nombre d'électrons de valence que le monoxyde d'azote NO. Son enthalpie de liaison est de 625,1 kJ/mol.
Ce cation a joué un rôle déterminant dans la synthèse, en 1962, du premier composé covalent d'un gaz rare, l'hexafluoroplatinate de xénon XePtF6. En effet, l'hexafluorure de platine PtF6 réagit avec l'oxygène O2 pour donner l'hexafluoroplatinate de dioxygényle O2PtF6 :
O2 + PtF6 → O2PtF6
L'hexafluorure de platine est l'un des rares agents oxydants capables d'oxyder l'oxygène, et c'est ce qui a permis à Neil Bartlett d'oxyder le xénon pour produire l'hexafluoroplatinate de xénon XePtF6.
L'hexafluorure d'arsenic AsF6 est également capable d'oxyder l'oxygène en hexafluoroarsénate de dioxygényle O2[AsF6].